# Tenis ziemny na Igrzyskach Azjatyckich 2010
Tenis ziemny na Igrzyskach Azjatyckich 2010 – turniej tenisowy, który był rozgrywany w dniach 13–23 listopada 2010 roku podczas igrzysk azjatyckich w Kantonie. Zawodnicy zmagali się na obiektach Guangdong Olympic Tennis Centre. Tenisiści rywalizowali w siedmiu konkurencjach: singlu, deblu i drużynówce mężczyzn oraz kobiet i grze mieszanej.

## Rezultaty
| Konkurencja                | Złoty medal                                                            | Srebrny medal                                                                      | Brązowy medal |
| Gra pojedyncza mężczyzn    | Somdev Devvarman                                                       | Denis Istomin                                                                      | Tatsuma Itō Gō Soeda |
| Gra pojedyncza kobiet      | Peng Shuai                                                             | Akgul Amanmuradova                                                                 | Kimiko Date-Krumm Sania Mirza |
| Gra podwójna mężczyzn      | Somdev Devvarman Sanam Singh                                           | Gong Maoxin Li Zhe                                                                 | Jae Cho-soong Kim Hyun-joon Yi Chu-huan Lee Hsin-han |
| Gra podwójna kobiet        | Chan Yung-jan Chuang Chia-jung                                         | Chang Kai-chen Hsieh Su-wei                                                        | Peng Shuai Yan Zi Kim So-jung Lee Jin-a |
| Gra mieszana               | Chan Yung-jan Yang Tsung-hua                                           | Sania Mirza Vishnu Vardhan                                                         | Tamarine Tanasugarn Sanchai Ratiwatana Yurika Sema Hiroki Kondo |
| Turniej drużynowy mężczyzn | Chińskie Tajpej · Chen Ti · Lu Yen-hsun · Yang Tsung-hua · Yi Chu-huan | Uzbekistan · Farrux Doʻstov · Murad Inojatow · Denis Istomin · Vaja Uzakow         | Indie · Somdev Devvarman · Karan Rastogi · Sanam Singh · Vishnu Vardhan · Japonia · Tatsuma Itō · Toshihide Matsui · Gō Soeda · Takao Suzuki                                  |
| Turniej drużynowy kobiet   | Chiny · Li Na · Peng Shuai · Yan Zi · Zhang Shuai                      | Chińskie Tajpej · Chan Yung-jan · Chang Kai-chen · Chuang Chia-jung · Hsieh Su-wei | Japonia · Kimiko Date-Krumm · Misaki Doi · Ryōko Fuda · Ayumi Morita · Tajlandia · Noppawan Lertcheewakarn · Nudnida Luangnam · Tamarine Tanasugarn · Varatchaya Wongteanchai |